# ZERO85
ZERO85 é uma banda brasileira de rock formada em 2004 na cidade de Fortaleza, atualmente composta por Paulo Sérgio Porto (Vocal), Abraham Carlos (Guitarra/Violão), Tony Pontes (Guitarra/Violão/Samplers), Luis Hermano Bezerra (Baixo) e PH Barcellos (Bateria/Samplers).
A banda cearense tem no seu currículo prêmios da TV Diário como melhor banda de Pop Rock nos anos de 2004, 2010 e 2011. Acumula apresentações de grande porte em festivais de porte internacional como o Ceará Music, que ocorre anualmente em Fortaleza, no Férias no Ceará, festival promovido pelo Governo do Estado do Ceará com as principais atrações de pop e rock do Brasil, o Festival Vida & Arte que recebeu nomes como Fatboy Slim e o Pão Music realizado em Fortaleza pelo grupo Pão de Açúcar.
O grupo já dividiu palco com consagradas atrações internacionais, como o Sublime, e com as mais expressivas bandas do rock nacional como Jota Quest, Skank, Cidade Negra, Nando Reis, Gilberto Gil, Lulu Santos, Titãs Natiruts, Biquíni Cavadão e Engenheiros do Hawaii para citar alguns.
No final de 2012 a banda lança seu CD intitulado Independentemente, com o single "Na Sua Direção". A música entra na programação da rádio Jovem Pan em Fortaleza e o clipe na programação do Multishow no programa TVZ Experimente.
Em julho de 2013, o segundo single do disco, "Independentemente de Você", compõe a trilha sonora de Malhação, na temporada 2013/2014, sendo editado pela gravadora Som Livre.

## Integrantes
- Paulo Sérgio Porto - vocal/violão;
- Abraham Carlos - guitarra/violão;
- Tony Pontes - guitarra/violão/sampler;
- Luis Hermano Bezerra - baixo;
- PH Barcellos - bateria/sampler;